# Wymiary (Muławki)
Wymiary (niem. Gut Georgenfelde) – przysiółek wsi Muławki w Polsce, położony w województwie warmińsko-mazurskim, w powiecie kętrzyńskim, w gminie Kętrzyn.
W latach 1975–1998 przysiółek administracyjnie należał do województwa olsztyńskiego.